# 雨降り小僧
『雨ふり小僧』（あめふりこぞう）は、手塚治虫の少年漫画、およびそれを原作としたOVA。『月刊少年ジャンプ』（集英社）1975年9月号に掲載された読み切り作品である。

## 概要
妖怪・雨ふり小僧と少年の友情を描いた作品。表向きはノスタルジーを交えた感傷的なストーリーだが、鶴見俊輔は手塚治虫との対談中で戦後の高度成長期そのものが主人公と指摘している。
立川談志は、「一番好きなお化け」として本作の雨ふり小僧を挙げている。集英社文庫から出版された『手塚治虫名作集 (2)』は本作が表題作となっており、立川談志が解説を執筆しており、本作を一番好きな手塚作品と書いている。

## あらすじ
戦後のある時期の日本。
モウ太は山奥の奥沢分校に在学するただ一人の中学一年生だった。 月に一度、町の本校に通う際には、いつも町の生徒たちにいじめられていた。仲間が欲しいと思う日々が続いたある日、モウ太は、ぼろぼろの蛇の目傘を被った雨ふり小僧と出会った。雨ふり小僧は、モウ太の履いている長靴を欲しがり、長靴をくれれば願いを3つかなえると約束する。
モウ太と雨ふり小僧が仲良くなり、「町の人間も持っていないような珍しい宝物」、「本校の生徒をこらしめる」といった2つの願いをかなえてもらう。上機嫌なモウ太だったが、分校が火事になり、3つめの願いで雨を降らせて火を消すことを願う。そして、モウ太と雨ふり小僧は橋の下で長靴を受け渡す約束を交わした。
しかし、校舎が燃えたことで分校は廃校になる。モウ太も町へ引っ越すことになった。町で暮らせる嬉しさと急な引っ越しの忙しさにモウ太は約束を忘れてしまう。転校した先の町の学校で、モウ太は友達もでき、大学へ進学、就職、結婚、3人の子どもに恵まれるという順調な人生を送っていた。
モウ太が山奥を去ってから、40年が経っていた。
モウ太は、自分の娘の言葉から、雨ふり小僧との約束を思い出し、慌てて山奥の雨ふり小僧のもとへと向かった。モウ太は、橋の下でボロボロになりながらもモウ太を待っていた雨ふり小僧を見つける。しかし、本来は子供にしか見えない雨ふり小僧はモウ太の前から永遠に姿を消す。

## アニメ
手塚プロダクションが手塚治虫本人の監督により短編作品を全26本のテレビアニメとして自主製作する計画を立て、本作もそのうちの1作としてアニメ化された。本作の完成は1983年12月だったが、この計画はうまくいかず、完成していた4本が1989年7月20日にNHKエンタープライズよりビデオグラムとしてリリースされた。24分。
スタッフ
- 原作・監督 - 手塚治虫
- 脚本・絵コンテ・演出・作画監督 - 吉村昌輝
- プロデューサー - 松谷孝征
- アシスタントプロデューサー - 久保田稔
- 美術監督 - 小林七郎
- 撮影監督 - 菅谷信行
- 音響監督 - 河村常平
- 音楽 - 小六禮次郎
- 効果 - 倉橋静男（東洋音響）
- 録音 - 東北新社

声の出演
- 雨ふり小僧 - 堀絢子
- モウ太 - 間嶋里美
- 父親 - 青野武
- 母親 - 梨羽由記子
- あずき洗い - 永井一郎
- 番長 - 郷里大輔

## 演劇
劇団民話芸術座が本作を原作とし、小村哲生脚色で、演劇版「雨ふり小僧」を公演している。

## 収録書籍
- 手塚治虫漫画全集 123巻『タイガーブックス3』（講談社、ISBN 978-4061087231）
- 手塚治虫文庫全集 116巻『タイガーブックス（2）』（講談社、ISBN 978-4063738162）
- 手塚治虫名作集（2）（1989年、ホーム社、ISBN 978-4834280029）
- 手塚治虫名作集（2）（1995年、集英社、ISBN 978-4087482904）